# Staré mezopotámské báje a pověsti
Staré mezopotámské báje a pověsti je soubor čtyř Mezopotamských příběhů, zpracovaných Eduardem Petiškou, autorem Starých řeckých bájí a pověstí.

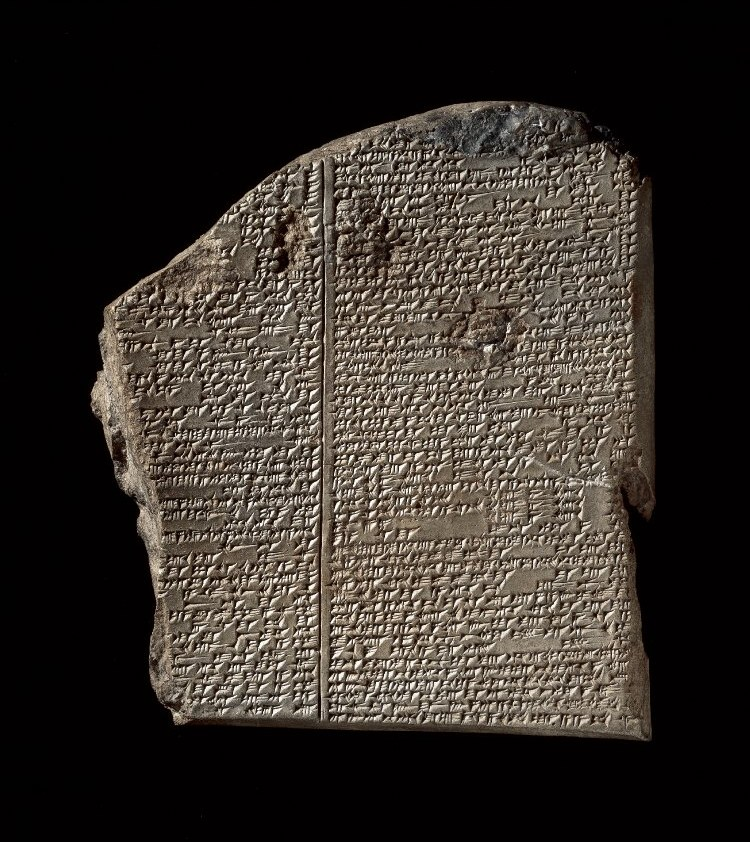
Původní text nejstaršího známého eposu - O Gilgamešovi

Příběhy obsažené v tomto celku jsou zpracovány podle překladů klínopisných záznamů, často porušených a zlomkovitých. Je jich méně než egyptských, neboť v této oblasti je vědecky zvládnuta pouze část pramenů, které by byly vhodné. Báje mezopotamského starověku, obsažené v této knize, jsou prastarého, většinou sumerského původu. Jména jsou akkadská. Akkadské prameny jsou pozdější, a proto úplnější. Báje putovaly od Sumerů k Akkadům, Babyloňanům a Asyřanům, měnily se a byly doplňovány.
První příběh vypráví jak, jak podle starověké mezopotamské báje byl stvořen svět z těla bohyně a člověk z krve boha. Druhý příběh o sestupu mezopotámské bohyně Ištar do podsvětí. Třetí příběh vypráví o vladaři mezopotámského města Kiše Etanovi, který se vznesl do povětří. Čtvrtý příběh o mezopotamském králi Gilgamešovi, který se vydal hledat nesmrtelnost.
V současné době vycházejí v souborném vydání, spolu se starými egyptskými bájemi a pověstmi a příběhy starého Izraele, v tištěné podobě pod názvem Příběhy na které svítilo slunce a v elektronické pod názvem Starověké báje a pověsti. V minulosti vyšly mj. pod názvem Báje a pověsti starého Egypta a Mezopotámie s ilustracemi Karla Teissiga. Více informací o jednotlivých vydáních v knize: Eduard Petiška : Bibliografie.